# Quintus Calpurnius Piso
Quintus Calpurnius Piso war ein römischer Politiker und Konsul im Jahr 135 v. Chr.
Piso, Sohn und Enkel eines Gaius Calpurnius Piso, war ein Mitglied der weitverzweigten Pisonen, einem der führenden plebejischen Geschlechter der römischen Nobilität im 2. und 1. Jahrhundert v. Chr. Ohne besonders hervorzustechen, absolvierte er die für Familien seiner Art übliche politische Karriere. Als Prätor schlichtete er einen Grenzstreit zwischen Sparta und Messenien.
Wenige Jahre später war er 135 v. Chr. Konsul und kämpfte ohne Glück in Spanien gegen die Numantiner.